# Milada Želenská
Milada Želenská, narozená jako Milada Frýdová (16. ledna 1897 Příbram – 28. září 1974 Praha), byla česká divadelní a filmová herečka.

## Filmografie
- 1965 – Odcházeti s podzimem
- 1958 – O věcech nadpřirozených (role: Glorie – sestra v nemocenské pojišťovně)
- 1955 – Anděl na horách (role: Eliška, paní Andělová)
- 1950 – Priehrada